# Taylor Doyle
Taylor Doyle (19 de diciembre de 1992) es una atleta paralímpica australiana con una discapacidad intelectual y física. Fue seleccionada para representar a Australia en los Juegos Paralímpicos de Río de Janeiro 2016 en el ámbito del atletismo.

## Vida personal
Doyle nació el 19 de diciembre de 1992 en Sídney, Nueva Gales del Sur. A los 8 meses de edad, le diagnosticaron esclerosis tuberosa que causa epilepsia y convulsiones diarias.
En 2014 se sometió a una cirugía de epilepsia para reducir las convulsiones. La cirugía fue exitosa, no ha tenido convulsiones desde el 14 de abril de 2014. Sin embargo, la cirugía la dejó con debilidad en el lado derecho. A través de la fisio y el entrenamiento es capaz de competir, en la clasificación T38, en Atletismo Paralímpico.

## Atletismo
Doyle empezó a hacer un poco de atletismo a los nueve años. Ha competido en eventos nacionales e internacionales de las Special Olympics. Está clasificada como atleta T38. En los Campeonatos Mundiales de Atletismo IPC de 2013, terminó en noveno lugar en el salto de longitud femenino F20 antes de la cirugía de epilepsia. En los Campeonatos Mundiales de Atletismo IPC de 2015, compitió en dos eventos y terminó 9ª en el salto de longitud femenino T38 y 7ª en los 100 m T38.  Su tiempo de 14.29 en los 100 m fue una marca personal.
En los Juegos Paralímpicos de Río de Janeiro 2016, ganó una medalla de plata en el salto de longitud femenino T38 con un salto récord australiano de 4,62 m.
Es miembro del Club de Atletismo Girraween. Taylor es entrenada por Greg Smith, y también entrena en NSWIS. Anunció su retiro a través de Twitter en julio de 2020.